# Матильда: Мюзикл (фільм)
«Матильда: Мюзикл» (англ. Matilda the Musical; також Roald Dahl's Matilda the Musical) — музичний фільм в жанрі фентезі, заснований на однойменному дитячому романі Роальда Даля 1988 року і мюзиклі 2010 року, друга екранізація книги після фільму 1996 року. В Великій Британії фільм вийшов на екрани 25 листопада 2022 року, в США — 9 грудня, на Netflix — 25 грудня.

## Сюжет
Кранчем Хол – школа для дітей. Цей приватний заклад славиться жорстокими порядками та покараннями. Учні змушені дотримуватись встановлених правил, часом дурних, що порушують права дітей і будь-яку свободу духу. Проте поява на території школи жвавої Матильди все змінює. У перші хвилини дівчинка потрапляє в поле зору суворої директорки, яка не терпить непокори. Назріває справжнє протистояння між маленькою дівчинкою та працівниками навчального закладу. Матильда збирає навколо себе надійних однодумців. Учні збираються відстоювати свої права бути простими дітьми, в житті яких присутні веселощі, наївні бажання та багато сміху.

## В ролях
- Аліша Вейр — Матильда Вормвуд
- Емма Томпсон — місс Транчбул
- Лашана Лінч — місс Хані
- Стівен Ґрем — містер Вормвуд
- Андреа Райзборо — місіс Вормвуд
- Сіндху Ві — місіс Фелпс
- Лорен Александра — акробатка
- Карл Спенсер — Магнус (ілюзіоніст)
- Міша Гарбетт — Гортензія
- Чарлі Годсон — Брюс Богтроттер
- Руді Гібсон — однокласник Матильди
- Мейсі Мардл — однокласниця Матильди
- Маккензі Брюстер — однокласниця Матильди

## Відгуки
На сайті-агрегаторі рецензій Rotten Tomatoes фільм має рейтинг 92 % з середньою оцінкою 7,3 з 10 на основі 91 відгука. Джастін Чанг з Лос-Анджелес Таймс похвалив режисера, сценариста і композитора. Хелен О'Хара з Empire дала картині 3 зірки з 5 і відмітила хорошу гру Аліши Вейр. Пітер Маркс з Вашингтон пост поставив фільму 3 з половиною зірки і залишився задоволеним роботою хореографа Еллен Кейн.